# Narciso Bernardo
Narciso "Ciso" C. Bernardo (* 27. Juli 1937 in Manila; † 23. Dezember 2008 ebenda) war ein philippinischer Basketballspieler und -trainer sowie Politiker.

## Biografie
Bernardo begann seine Laufbahn als Basketballspieler während der Zeit der Manila Industrial and Commercial Athletic Association (MICAA) im Team von Mariwasa AC und zählte während seiner aktiven Zeit zu einem der Top Scorer und erhielt dafür mehrere Ehrungen und Auszeichnungen.
Bei den Olympischen Sommerspielen 1960 in Rom wurde er in die philippinische Basketballnationalmannschaft berufen. Bei den dortigen Basketballwettbewerben erreichte die Mannschaft den 11. Platz in der Abschlussplatzierung.
Als Mitglied der Nationalmannschaft gewann er 1967 außerdem die Goldmedaille bei der Basketball-Asienmeisterschaft in Taipeh im Finale gegen das Team der Republik China (Taiwan).
Ciso Bernardo wurde bei den Olympischen Sommerspielen 1972 in München erneut in die Olympiamannschaft berufen und spielte beim dortigen Basketballturnier gegen Japan um den 13. Platz, den die Philippinen mit 82:73 für sich entscheiden konnte.
Nach seiner aktiven Spielerzeit war er als Basketballtrainer tätig und als solcher 1984 Coach des Teams "Crispa Redmanizers" beim Gewinn der Meisterschaft der Philippine Basketball Association (PBA).
Für seine Verdienste als Spieler in den 1960er Jahren wurde er im Januar 1998 zu einem der fünf besten Spieler aller Zeiten in der PBA (All-Time Mythical Five of Philippine Basketball) gewählt.
Er war darüber hinaus politisch aktiv und einige Zeit Ratsherr (Councillor) von Mandaluyong City im Zentrum Metro Manilas. Nach einem Gehirnschlag war er seit 2002 ans Bett gefesselt.